# GLEAT
GLEAT（グレイト）は、日本のプロレス団体。団体名は「GREAT」に「リデットエンターテインメント」の頭文字である「L」を掛け合わせた造語。

## 概要
リデットエンターテインメントは長州力のプロデュース興行などを手掛ける一方で、2019年2月にプロレスリング・ノアの運営会社であるノア・グローバルエンタテインメントの親会社となり、2020年2月にサイバーエージェントに譲渡するまでノアの運営に携わり、譲渡後もノアのスポンサーとなっていたが、8月20日に新たなプロレス団体として「GLEAT」を旗揚げを発表、プレ旗揚げ戦にはノア選手も参戦したが、以降はスポンサーも降り表向きな交流は一切していない。
最高技術責任者にカズ・ハヤシ、最高戦略責任者にNOSAWA論外、エグゼクティブディレクターに田村潔司、オブザーバーに長州力が就任。所属選手としてWRESTLE-1に所属していた伊藤貴則と渡辺壮馬が入団。
設立発表と同時に公開されたYouTube公式チャンネルにて「GLEAT実験マッチ（配信専用：道場での試合）」など定期的に動画を配信。以降は定期的に試合など無料配信を行っている。

## 歴史

### 2020年
- 8月20日、新団体「GLEAT」旗揚げを発表[6][7]。
- 10月15日、後楽園ホールにて「GLEAT ver.0」（プレ旗揚げ戦）を開催。プロレスルール3試合、UWFルール2試合が行われた[8][9]。客入りの最中、田村潔司と渡辺壮馬が公開スパーリング。ビジョンにて松井大二郎の入団、ジョシュ・バーネット等の応援ビデオメッセージが公開された[10]。特別解説として長州力、またサプライズで、K-1の武尊が来場し田村潔司と並び席で観戦、試合を終えた拳王と握手を交わす[11]。バックヤードにてNOSAWAがGLEAT退団・役員辞職を発表。また旗揚げ戦を半年以上先の7月1日開催を発表した。
- 12月25日に、プロレスリングHEAT-UPのYouTube公式チャンネル「HEAT-UP TV」生配信にて、翌年1月1日付をもって飯塚優が移籍と[12]、TAMURA、井土徹也、カズ・ハヤシが同席して経緯が発表された[13]。

### 2021年
- 3月1日、田中稔が入団。兼任としてUWFルールテクニカルオフィサーに就任[14]。
- 3月12日、「#STRONGHEARTS」自主興行にて、CIMA、 T-Hawk、 エル・リンダマン、 鬼塚一聖が入団。3月13日にYouTube生配信にて入団の経緯を話した[15]。
- 4月1日、大日本プロレスの河上隆一が入団。3月17日に大日本プロレス道場で河上、カズ、大日本プロレスの代表である登坂栄児が記者会見を行い、金銭トレードによる移籍を発表[16]。
- 5月5日、「GLEAT FAN MEETING in SAPPORO」シャトレーゼガトーキングダムサッポロ大会を開催。初の北海道並びに地方興行となった。試合の他、トークショーなど開催。直前に松井がPCR検査陽性のため欠場し、田中稔が代替参加となった[注 2]。
- 団体内の二大ブランドとしてプロレスルール「G PROWRESTLING」、UWFルール「LIDET UWF」を立ち上げ、旗揚げ戦までプレ興行を行うことを発表した。
- 5月26日、「G PROWRESTLING Ver.0」新宿大会を開催。当日発表のGLEAT Xは宮城倫子。試合終了後、入団後初の表舞台の登場となった河上隆一が、本隊に反旗を翻した。
- 6月9日、「LIDET UWF Ver.0」新宿大会を開催。ハードヒットとの全面対抗戦となった。またLIDET UWFテーマソングを鈴木修が手掛け初披露された。
- 6月14日、旗揚げ戦に向けた「ACCESS 2 TDCH” FACE-OFF」王子大会を開催。限定50席が発売開始17分で完売となる。リンダマンへの挑戦者募集として名乗りを挙げた田村ハヤトが来場した。「G PRO」2試合、LIDET UWF公開スパーリング、カズ・CIMAによるトークバトル、T-Hawk・河上によるメインカード調印式が行われた。
- 7月1日、旗揚げ戦「GLEAT Ver.1」TDCホール大会を開催[17] され、この模様は公式YouTubeにて生配信された。かつてLIDETが親会社時代にプロレスリング・ノアで使用していた「グランドエスケープ」によるオープニングから始まり、新たに下村陽子が制作したGLEATテーマソングが初披露された。参戦した宮城倫子が初の女性所属選手として入団を発表。
- 7月25日、「G PRO Ver.1」大阪大会では、カズがPCR陽性により欠場、代役としてCIMAが2試合出場したが、鬼塚とシングル戦にてギブアップ負け、鬼塚が大金星を挙げる。当日発表のMEN'S GLEAT Xとして政岡純が初参戦。
- 8月4日、「G PRO Ver.2」では、KAZMA SAKAMOTOが乱入し渡辺との一騎打ちを要求した。
- 河上と田村が新ユニットを結成した。後にKAZMA、クワイエット・ストーム、島谷常寛が合流し「BULK ORCHESTRA」となる。
- 9月7日、プロレスリングZERO1の大谷晋二郎と沖田リングアナが会見を開き、田村ハヤトの移籍トラブルを理由にGLEATとの絶縁を発表。エル・リンダマンが保持しているインターナショナルジュニアヘビー級王座とNWA世界ジュニアヘビー級王座の剥奪を発表[18]。
- 9月9日、元我闘雲舞のリンリン改め 細川ゆかりが入団を発表。
- 9月11日に開催予定だった「G PRO Ver.4」大阪大会は、参加予定選手数人が濃厚接触者に認定されたため初の中止となった[19]。
- 9月29日、田村ハヤトの入団発表。
- 10月9日、「LIDET UWF Ver.1」新宿フェイス大会を開催。
- Twitter応募者全員サービスによるサイン入りポストカードにて、「GLEAT ver.2」の開催を発表。
- 11月に開催予定だった大阪コレガスタジオ大会が諸事情により中止を発表[20]。代替として無観客による事前収録試合を18日から配信した。
- 12月30日付で、HEAT-UPの井土徹也の入団を発表[21]。12月13日に鈴木代表、TAMURA、兼平大介、進行の弥武芳郎が会見を開いた。
- 12月30日、「GLEAT ver.2」TDCホール大会を開催。団体初タイトル「G-REX王座」の設立が発表された。

### 2022年
- 2月22日、「G PRO」として初の後楽園ホール大会を開催。所属によるトーナメント戦を勝ち抜きリンダマンが「G-REX王座」初代王者を戴冠。また共闘していた本隊へ反旗を翻した井土、佐藤恵一、頓所隼が新ユニットを結成した。後日ユニット名を「60seconds」と発表。
- 4月30日、松井大二郎 退団。
- 5月1日、山村武寛、頓所隼が入団。山村は療養中のため経過をみて選手復帰する予定。
- 6月5日、GLEATver.3に向けて「ACCESS 2 TDCH "FACE-OFF"」開催。初の男女ミクスドマッチの他、青木真也と飯塚優の調印式、CIMA・河上・島谷によるマイク合戦など開催された。
- 7月1日、福田茉耶が入団。「GLEAT ver.3」TDCホール大会を開催。試合の模様は新日本プロレスワールドにて初のPPV生配信となる[注 3]、後日、公式YouTubeチャンネルで公開された。細川が今大会から学業優先により休業[22]。
- 7月22日、STRONGHEARTSが、シンガポールのプロレス団体「SPW（英語版）」に参戦。リンダマンは初の他団体・初海外でのG-REX防衛戦を行い勝利した。
- 8月24日、後楽園ホール大会にて全日本プロレスの宮原健斗が参戦。メイン終了後には7月にDRAGON GATEを退団したばかりの石田凱士が登場し、10月9日に行われる後楽園大会からの参戦を表明した。
- 9月16日、新たなブランドとして「GLEAT MMA」発足を発表。
- 9月18日、沖縄大会が台風18号の影響で中止。
- 10月1日、昨年現役引退をした吉野正人が「GLEATチャンピオンベルト管理委員会 G PROWRESTLING部門 コミッショナー」に就任[23]。
- 10月9日、後楽園ホールにて「GLEAT ver.EX[Extra]」を開催。所属選手と他団体・フリーによる外敵軍による全面対抗戦となる。後楽園ホールでの「GLEAT」興行はプレ旗揚げ戦以来。
- 11月23日、これまでフリーで参戦していたチェック島谷が入団。G-INFINITY選手権の試合中に石田がパートナーのストームを裏切り、フラミータ、YUTANI、ハートリー・ジャクソンと新ユニットを結成。
- 12月14日、「GLEAT MMA ver.0」後楽園ホール大会を開催。
- 12月30日、「GLEAT ver.4」TDCホール大会を開催。条件ルールに基づき敗戦した鬼塚が#STRONGHEARTS追放となり、初参戦したグリンゴ・ロコが石田のユニットへ加入を決めた。

### 2023年
- 1月8日、「GLEAT ver.5」を大阪・エディオンアリーナ大阪 第2競技場で開催。GLEAT興行として初の地方開催となる。石田のユニット名を「BLACK GENERATION INTERNATIONAL」と発表。
- 1月18日、昨年7月から休業していた細川が2月15日・新宿FACE大会からの復帰を発表。
- 3月1日、『レック Presents ジュニア夢の祭典 〜ALL STAR Jr. FESTIVAL 2023〜』にて、リンダマンと田中稔が出場。大会当日には渡辺とCIMAが事前告知なしのサプライズ枠で出場。
- 3月15日、これまでフリーで参戦していたKAZMA SAKAMOTOが入団。
- 4月12日、後楽園ホール大会にて、宮城がウナギ・サヤカとの敗者GLEAT追放マッチに敗北。
- 6月7日、団体史上最大のビッグマッチとなる「GLEAT ver.MEGA」の両国国技館での開催を発表[24]。G-INFINITY王座を全日本プロレス所属の斉藤ジュン&斉藤レイ組が戴冠、GLEATが管理するタイトル初の外部流出。新設されたLIDET UWF王座トーナメント決勝戦が行われ伊藤が青木真也を破り初代王者となる。追放されていた宮城がAoiを引き連れてGLEATのリングに再登場。
- 7月1日、「GLEAT ver.6」TDCホール大会を開催。BULK ORCHESTRAとの敗者ユニット解散マッチに敗れた60secondsが解散。LIDET UWF王者の伊藤がフジタ"Jr"ハヤトに敗れ、G-INFINITYに次ぐタイトル外部流出。
- 7月16日、元60secondsの佐藤がBLACK GENERATION INTERNATIONALに加入。
- 8月4日、「GLEAT ver.MEGA」初の両国国技館大会を開催。飯伏幸太、高橋ヒロム、宮原健斗など多くの外部選手がゲスト参加、飯伏は1年10カ月ぶりの日本国内復帰戦となった。宮城がリングネームをMICHIKOに改名、自身が立ち上げたGLEAT女子部門初のユニットを「DIAMOND EGOIST」と発表。
- 8月23日、「GLEAT Ver.&」後楽園ホール大会を全日本プロレスとの対抗戦にて開催。同大会でKAIRIの9月20日新宿FACE大会への参戦を発表、全試合終了後にSBKとTAKUMAが乱入し、次回大会への参戦が発表された。
- 12月30日、「GLEAT ver.7」TDCホール大会を開催。2019年以降、頚椎の怪我で欠場していた山村のプロレス復帰&GLEATデビュー戦を開催。細川がこの日を以って引退[25]。カズが翌年7月1日に行われる旗揚げ3周年大会での引退を発表[26]。

### 2024年
- 4月、島谷が海外武者修行の旅に出る[27][28]。
- 4月4日、団体初の生え抜き新人レスラー三宅豪がデビュー[29]。井土がBLACK GENERATION INTERNATIONALへ加入[30]。
- 5月4日、元OWEの中国人レスラー俊桀が入団。
- 6月6日、「GLEAT Ver.&」後楽園ホール大会をDDTプロレスリングとの対抗戦にて開催。
- 6月9日、カズ・ハヤシの希望でGLEAT初の最初で最後の電流爆破デスマッチか行われた。試合後、河上と大仁田が鈴木代表へ電流爆破バットで攻撃したため、後日、河上の処分として契約解除が発表された。
- 7月1日、「GLEAT ver.12」TDCホール大会を開催。この日をもってカズ・ハヤシが引退、河上隆一が契約解除、また福田茉耶（興行は不参加）が契約期間終了のため退団した。
- 8月21日、これまでフリーで参戦していた石田凱士が入団。
- 9月22日、これまでフリーで参戦していた鈴木鼓太郎が入団。
- 10月1日、9月22日大阪・梅田大会試合後に入団を直訴していた飯伏プロレス研究所所属の愛鷹亮（9月までは愛鷹力）の入団が正式に決定。

### 2025年
- 7月9日、契約違反により鬼塚一聖が引退。

## ブランド

### G PROWRESTLING
2021年5月26日からプロレスルールで開催している興行。下記のLIDET UWFルールの試合も組み込まれることもある。特別試合によっては特殊ルールも組み込まれることもある。

### LIDET UWF
2021年6月9日から田村潔司の監修によるUWFルールで開催している興行。

#### LIDET UWFルール
試合時間
- シングルバウトは15分1本勝負、ダブルバウトは20分1本勝負、メインイベントとタイトルマッチは30分1本勝負。

ロストポイント制
- 選手の持ち点は5点、時間切れの場合は残ったポイントで勝敗が決まる。
- ダウン（相手の攻撃を受けた際に足裏以外がマットに付いた場合）、ロープエスケープ（自己意思でロープを掴む、手首、足首をロープ外へ故意に出す行為）で1点のロストポイントになる。
- 再開はスタンディングポジション。

決着
- KO、ギブアップ、レフェリーストップ、ドクターストップ、ポイントアウト（TKO）、セコンドのタオル投入、反則行為、試合放棄、ノーコンテスト。

禁止
- 頭突き、肘打ち、金的、噛みつき、頭髪を引っ張る、指を脊髄と脊柱への攻撃。ヒールホールド。スタンドとグラウンドでの顔面への肘と拳での攻撃（掌底、前腕部での攻撃は可）。4点ポジションでのあらゆる打撃攻撃。足裏以外がマットについたグラウンド状態の相手へのキック攻撃。
- 3本以下の指をつかむ行為。
- ニーパット、レガーズを着用しない場合の膝、キック攻撃（前蹴り、サイドキックなど足裏を当てるキック攻撃は可）。
- グラウンド状態で下の選手が蹴り上げる（足プッシュは可）。
- ダブルバウト時のカット行為、ダウン中でのタッチ行為。
- 反則をした場合はレフェリーがイエロー（注意、減点1）またはレッド（減点1、失格）を提示する。

### GLEAT MMA
2022年12月14日から田村潔司の監修による総合格闘技ルールで開催している興行。

## タイトルホルダー
| タイトル          | 保持者   | 歴代  |
| ----------------- | -------- | ----- |
| G-REX王座         | 中嶋勝彦 | 第7代 |
| LIDET UWF世界王座 | 中嶋勝彦 | 第3代 |
| G-INFINITY王座    | 空位     |       |
| G-RUSH王座        | 空位     |       |

## 所属選手
■ G PROWRESTLING、■ LIDET UWF、■ GLEAT MMA
| 選手              | 入団日         | スタイル | スタイル | スタイル |
| ----------------- | -------------- | -------- | -------- | -------- |
| 伊藤貴則          | 2020年08月20日 | ■        | ■        |          |
| 渡辺壮馬          | 2020年08月20日 | ■        | ■        | ■        |
| 飯塚優            | 2021年01月01日 | ■        | ■        | ■        |
| 田中稔            | 2021年03月01日 | ■        | ■        | ■        |
| CIMA              | 2021年03月12日 | ■        |          |          |
| T-Hawk            | 2021年03月12日 | ■        |          |          |
| エル・リンダマン  | 2021年03月12日 | ■        | ■        |          |
| MICHIKO           | 2021年07月01日 | ■        | ■        |          |
| 田村ハヤト        | 2021年09月29日 | ■        |          |          |
| 井土徹也          | 2021年12月30日 | ■        | ■        | ■        |
| 山村武寛          | 2022年05月01日 | ■        |          |          |
| ブラスナックルJUN | 2022年05月01日 | ■        |          |          |
| NOBU SAN          | 2022年11月23日 | ■        |          |          |
| KAZMA SAKAMOTO    | 2023年03月15日 | ■        |          |          |
| 三宅豪            | 2024年04月04日 | ■        |          |          |
| 俊桀              | 2024年05月04日 | ■        |          |          |
| 石田凱士          | 2024年08月21日 | ■        |          |          |
| 鈴木鼓太郎        | 2024年09月22日 | ■        | ■        |          |
| 愛鷹亮            | 2024年10月01日 | ■        | ■        |          |

## ユニット
BLACK GENERATION INTERNATIONAL（BGI）
- 石田凱士
- 鈴木鼓太郎
- ハートリー・ジャクソン（フリー）
- 井土徹也
- 大門寺崇（ランズエンド）
- クワイエット・ストーム（フリー）

反GLE MONSTERS
- 河上"シャーマン"隆一（フリー）
- ブラスナックルJUN
- クリス・ヴァイス（プロレスリングZERO1）
- ロック岩崎（フリー）
- 佐藤☆恵一（フリー）

G-RIZE
- 山村武寛
- 渡辺壮馬
- 俊桀
- JDリー（フリー）

TOKYO BAD BOYS
- SBK（AAA）
- TAKUMA（AAA）
- NOBU SAN

TRIPLE LOVE HAWK
- 愛鷹亮
- T-Hawk
- MICHIKO

## スタッフ
■ G PROWRESTLING、■ LIDET UWF、■ GLEAT MMA
レフェリー
- バーブ佐々木（フリー）■
- 今井大輔（フリー）■
- 和田良覚（フリー）■■
- 梅木良則（P'sLAB東京）■■

リングアナウンサー
- 富山智帆（フリー）■
- 味方冬樹（フリー）■
- 吉水孝宏（青二プロダクション）■■

エグゼクティブディレクター
- 田村潔司（2020年5月 - ）

最高戦略責任者
- CIMA（2021年3月 - ）

オブザーバー
- 長州力（2020年5月 - ）

GLEATチャンピオンベルト管理委員会
G PROWRESTLING部門 コミッショナー
- 吉野正人（2022年10月 - ）

## 歴代所属選手
■ G PROWRESTLING、■ LIDET UWF、■ GLEAT MMA
| 選手         | 在籍期間                        | スタイル | スタイル | スタイル |
| ------------ | ------------------------------- | -------- | -------- | -------- |
| NOSAWA論外   | 2020年08月20日 - 2020年10月15日 |          |          |          |
| 松井大二郎   | 2020年10月15日 - 2022年04月30日 | ■        | ■        | ■        |
| 細川ゆかり   | 2021年09月09日 - 2023年12月30日 | ■        | ■        |          |
| カズ・ハヤシ | 2020年08月20日 - 2024年07月01日 | ■        | ■        |          |
| 河上隆一     | 2021年04月01日 - 2024年07月01日 | ■        |          |          |
| 福田茉耶     | 2022年07月01日 - 2024年07月01日 |          | ■        | ■        |
| 鬼塚一聖     | 2021年03月12日 - 2025年07月09日 | ■        |          |          |

## 歴代ユニット
- 60seconds
- DIAMOND EGOIST
- シーラカンズ
- #STRONGHEARTS
- BULK ORCHESTRA
- やんず家（やんずファミリー）

## 歴代スタッフ
最高戦略責任者
- NOSAWA論外（2020年5月 - 10月）

最高技術責任者
- カズ・ハヤシ（2020年5月 - 2024年7月）

UWFルール技術責任者
- 田中稔（2021年3月 - 2025年3月）

## 実験マッチ
場数をたくさん踏んで欲しいと田村潔司の発案から企画。2020年12月3日から所属選手が成長していく模様を定期的に配信していた。実況は村田晴郎、解説は田村潔司、その他の所属選手。試合会場はGENスポーツパレス。試合によってプロレスルール、LIDET UWFルール、バトルロイヤルを開催している。配信専門のため無観客で収録している。現段階で2021年7月29日が最後の配信になっている。

## テーマ曲
- GLEAT THEME[31]

作曲：下村陽子、編曲：高藤大樹、オーケストレーション：Devin Kinoshita
- Let's GLEAT!〜GLEATしようぜ〜

作曲・編曲：尾登大祐
- G PROWRESTLING THEME

作曲・編曲：Hidetoshi Nishihara
- LIDET UWF THEME

作曲・編曲：鈴木修
- LIDET UWF Winner

作曲・編曲：鈴木修